# David Davies (2e baron Davies)
Pour les articles homonymes, voir David Davies (homonymie) et Davies.
David Michael Davies, 2e baron Davies, né le 16 janvier 1915 et tué à la guerre à Reusel le 25 septembre 1944, est un militaire et noble britannique.

## Biographie
Il est l'aîné des deux enfants issus du premier mariage de David Davies, homme politique libéral et philanthrope gallois, fait baron de la pairie du Royaume-Uni en 1932. David Michael Davies étudie au King's College de l'université de Cambridge, où il obtient un diplôme de Bachelor of Arts (licence),.
Il rejoint les forces armées et devient major dans le 7e bataillon du régiment d'infanterie des Royal Welch Fusiliers. Il se marie en 1939, et aura deux enfants. Il participe à la Seconde Guerre mondiale. En juin 1944, à la mort de son père, il devient le 2e baron Davies, héritant également d'un siège à la Chambre des lords. Il est tué à la guerre trois mois plus tard, à l'âge de 29 ans, sur le front de l'Ouest durant la libération des Pays-Bas par les forces alliées. Il est inhumé au cimetière militaire de Valkenswaard. Son fils aîné David, âgé de 3 ans, devient le 3e baron Davies,,.
Il est l'un des cinquante-six parlementaires britanniques morts à la Seconde Guerre mondiale et commémorés par un vitrail au palais de Westminster.